# Henryk Ludwik Lercel
Henryk Ludwik Lercel (ur. w 1843 w Czudcu, zm. 30 czerwca 1915 we Lwowie) – powstaniec styczniowy, dyrektor szkół średnich we Lwowie.

## Życiorys
Urodził się w 1842 lub w 1843 w Czudcu. Przed 1983 został słuchaczem nauk technicznych. 
Uczestniczył w powstaniu styczniowym 1863. Służył jako porucznik strzelców w oddziałach Anastazego Mossakowskiego i Franciszka Ksawerego Horodyńskiego. Brał udział w wyprawie na Radziwiłłów (zakończonej niepowodzeniem 2 lipca 1863), gdzie został ranny i wzięty do niewoli. Zesłany na Syberię przebywał tam do 1869.
Zmarł w 1915. Został pochowany na Cmentarzu Łyczakowskim we Lwowie w kwaterze powstańczej.